# Distrito histórico City and Suburban Homes Company's York Avenue Estate and Shively Sanitary Tenements
El Distrito histórico City and Suburban Homes Company's York Avenue Estate and Shively Sanitary Tenements  es un distrito histórico ubicado en Nueva York, Nueva York. El Distrito histórico City and Suburban Homes Company's York Avenue Estate and Shively Sanitary Tenements se encuentra inscrito como un Distrito Histórico en el Registro Nacional de Lugares Históricos desde el 15 de septiembre de 1994. 

## Ubicación
El Distrito histórico City and Suburban Homes Company's York Avenue Estate and Shively Sanitary Tenements se encuentra dentro del condado de Nueva York en las coordenadas 40°46′13″N 73°56′59″O / 40.770278, -73.949722.